# Karpno
Karpno (del alemán: Karpenstein) es una aldea desaperecida en Silesia.

## Fundación
Entre 1571 y 1578 una pequeña aldea fue construida en la vecindad de la ruina del castillo de Karpenstein.

## Historia
Después de las guerras de Silesia y la paz de Hubertusburgo Karpenstein devino parte de Prusia. A partir de la reestructuración de Prusia en 1815, Karpenstein perteneció a la provincia de Silesia, primero al distrito de Glatz y finalmente, desde 1818 hasta 1945, al distrito de Habelschwerdt. En 1945, Karpenstein tuvo 112 habitantes. Después de la Segunda Guerra Mundial, el nombre de Karpenstein fue cambiado en Karpno, los aldeanos fueron expulsados y la aldea fue repoblada con polacos, sobre todo expulsados del antiguo Este de Polonia, quienes gradualmente abandonaron la aldea. Desde la década de 1990, Karpno está deshabitado.

## Puntos de interés
- Capilla de María (en el bosque)
- Castillo de Karpenstein (en la cima del monte)

|                  |
| Capilla de María |

|                        |
| Interior de la capilla |

|                    |
| Ruina del castillo |